# Жезказганский казахский музыкально-драматический театр имени С. Кожамкулова
Жезказганский казахский музыкально-драматический театр имени С. Кожамкулова — театр в городе Жезказган (ныне Улытауская область Казахстана).
Театр создан в 1972 году в городе Аркалык (центр бывшей Тургайской области). Труппа сформировалась из выпускников Московского Высшего театрального училища имени М. С. Щепкина и Алма-Атинского государственного института искусств (ныне Казахская национальная академия искусств имени Т. К. Жургенова). Театр открылся спектаклем Мухтара Ауэзова «Айман — Шолпан» (режиссёр Ж. Есенбеков).
В 1978 году театр удостоился премии Союза молодёжи Казахстана за спектакль по роману Николая Островского «Как закалялась сталь». В 1981 году театру присвоено имя народного артиста Казахстана Сералы Кожамкулова.
В 1988 году, согласно решению Совета Министров Казахской ССР, в связи с расформированием Тургайской области театр переехал в Джезказган.
В 1993 году театр представлял независимый Казахстан на Международном фестивале театров в Каире. Коллектив театра — лауреат множественных республиканских и региональных театральных фестивалей современного Казахстана.
В 2022 году театр отметил свое 50-летний юбилей. 

## Репертуар
В репертуаре театра — произведения мировой и национальной драматургии (свыше 200 постановок). Наиболее значимые: «Мещанин во дворянстве» Ж. Б. Мольера, «Ромео и Джульетта» У. Шекспира, «Кара-кыпчак Кобланды» и «Карагоз» М.Ауэзова, «Кыз-Жибек» и «Козы Корпеш — Баян сулу» Г. Мусрепова, «Алдар-Косе» Ш. Хусайнова, «Кровь и пот» по А. Нурпеисову, «Письмо Сталину» по Ш. Муртазе, «На чужбине» К. Мухамеджанова, «Тополёк мой в красной косынке» по Ч. Айтматову, «Желтоқсан жаңғырығы» С. Асылбекова, «Көтерілген күмбез» А. Тажибаева. В числе музыкальных спектаклей — «Шуга» Б. Майлина, «Аршин мал алан» У. Гаджибекова, «Жеребёнок мой» О. Букеева и др.
С театром связана деятельность народных артистов Казахстана Д.Жанботаева, Р.Ибраевой, З. Сулейменовой, заслуженных артистов Ш. Есенгуловой, М. Манапова, Т. Рахишевой, А. Исмагулова, С.Булгакбаева, С.Карабалина и др. Значительный вклад в профессиональное становление коллектива внесли режиссёры К. Жетписбаев (1974—1975), Е. Тапенов (1976—1979), Ж. Есенбеков (1972—1982), Ж. Хаджиев (1982—1988) и др.
Особый вклад в развития театра Кожамкулова внес Народный артист РК, Заслуженный деятель РК Досжан Абдралимович Жанботаев. 